# Zhang Shuo (ginnasta)
Zhang Shuo (章硕S, Zhāng ShuòP; Liaoning, 5 gennaio 1984) è una ginnasta cinese, vincitrice della medaglia d'argento nel concorso a squadre di ginnastica ritmica alle olimpiadi di Pechino.

## Palmarès
- Giochi olimpici estivi

Pechino 2008: argento nel concorso a squadre